# Cataleptoneta edentula
Cataleptoneta edentula là một loài nhện trong họ Leptonetidae.
Loài này thuộc chi Cataleptoneta. Cataleptoneta edentula được J. Denis miêu tả năm 1955.